# Megascops atricapilla
Megascops atricapilla е вид птица от семейство Совови (Strigidae).